# Domingo Nougués Acuña
Domingo Nougués Acuña (San Fernando del Valle de Catamarca, 2 de julio de 1909-desconocido) fue un abogado y político argentino, que se desempeñó como Interventor federal de facto de la provincia de Salta entre 1957 y 1958.

## Biografía
Nació en San Fernando del Valle de Catamarca (provincia de Catamarca) en 1909. Se recibió de abogado en la Facultad de Derecho y Ciencias Sociales de la Universidad de Buenos Aires.
Se desempeñó como abogado de las empresas de ferrocarriles de capital británico. En 1953, durante el segundo gobierno peronista, fue arrestado, siendo acusado de «actividades subversivas» desde 1945. Tras el golpe de Estado de septiembre de 1955 y la instalación de la dictadura autodenominada Revolución Libertadora, fue presidente de la comisión investigadora n.° 21, encargada de la subsecretaría de Prensa y Difusión de Presidencia de la Nación.
En abril de 1957, fue designado interventor federal de la provincia de Salta por el presidente de facto Pedro Eugenio Aramburu. Su gabinete estuvo integrado por José Manuel del Campo como ministro de Gobierno, Justicia e Instrucción Pública y por Adolfo Gaggiolo como ministro de Economía, Finanzas y Obras Públicas. Convocó a elecciones provinciales, siendo sucedido por el gobernador constitucional Bernardino Biella en mayo de 1958.
Tras su paso por la función pública, se desempeñó como director y asesor letrado de empresas.